# Flawless - Senza difetti
(Rusty Zimmerman / Philip Seymour Hoffman)
Flawless - Senza difetti (Flawless) è un film del 1999 prodotto, scritto e diretto da Joel Schumacher.

## Trama
Walt Koontz è una guardia di sicurezza in pensione. Una notte cercando di soccorrere degli inquilini viene colpito da un ictus, che gli provoca una paralisi corporea al lato destro. Così Walt si ritrova a camminare a fatica e a parlare in maniera incomprensibile. Dopo un primo periodo di smarrimento, che lo porta a evitare ogni contatto interpersonale, comincia la fisioterapia per riabilitarsi, non soltanto fisicamente. Successivamente, con l'intento di migliorare il suo modo di parlare, decide di seguire delle lezioni di canto da Rusty, una appariscente drag queen, nonché suo vicino di casa, con il quale fino a quel momento era in aperto contrasto. Man mano tra i due nascerà una profonda amicizia.

## Cameo
Joe Pesci compare in un cameo in una fotografia a casa di Walt. Quando Rusty vede la foto gli chiede chi sia il piccoletto insieme a lui e Jacko, e Walt gli risponde che si chiama Joe e che è un suo vecchio amico.